# Xestia nyei
Xestia nyei là một loài bướm đêm trong họ Noctuidae.